# Groupe de NGC 3936
Le groupe de NGC 3936 comprend au moins quatre galaxies situées dans la constellation de l'Hydre. La distance moyenne entre ce groupe et la Voie lactée est d'environ 33,6 Mpc (∼110 millions d'al). 

## Membres
Le tableau ci-dessous liste les quatre galaxies du groupe indiquées dans l'article de A.M. Garcia paru en 1993.
| Nom        | Class.      | Type                        | α (J2000.0)   | δ (J2000.0)  | Vitesse radiale (km/s) | m            | Distance (Mpc) | Diamètre (kal) |
| ---------- | ----------- | --------------------------- | ------------- | ------------ | ---------------------- | ------------ | -------------- | -------------- |
| NGC 3885   | SAB(r?)0/a? | Lenticulaire                | 11h 46m 46.5s | -27° 55′ 20″ | 1952 ± 8               | 10,9         | 33,9 ± 2,4     | 77.            |
| NGC 3936   | SB(s)bc?    | Spirale barrée              | 11h 52m 20.6s | -26° 54′ 21″ | 2013 ± 3               | 11,9         | 34,8 ± 2,5     | 115            |
| ESO 440-4  | SB(s)dm     | Spirale barrée magellanique | 11h 45m 41.9s | -28° 22′ 00″ | 1844 ± 2               | 13,29        | 32,2 ± 2,3     | 150            |
| ESO 440-11 | SB(s)d?     | Spirale barrée              | 11h 48m 45.6s | -28° 17′ 35″ | 1939 ± 3               | 12,00 ± 0,09 | 33,6 ± 2,4     | 57             |

Le site DeepskyLog permet de trouver aisément les constellations des galaxies mentionnées dans ce tableau ou si elles ne s'y trouvent pas, l'outil du site constellation permet de le faire à l'aide des coordonnées de la galaxie. Sauf indication contraire, les données proviennent du site NASA/IPAC. 